# Kenne Fant

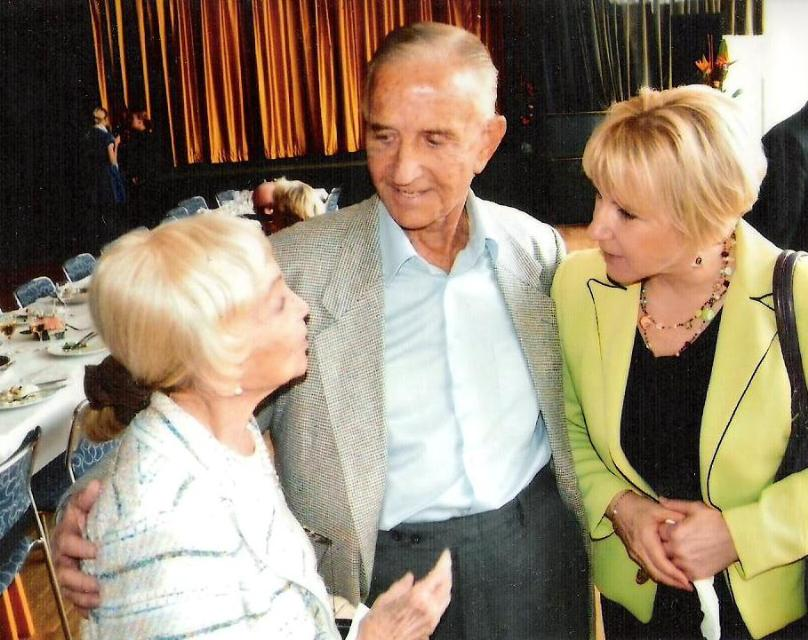
Janine y Kenne Fant en conversación con Margot Wallström en 2009

Kenne Fant (1 de enero de 1923 – 29 de mayo de 2016) fue un actor, guionista y director teatral y cinematográfico de nacionalidad sueca. 

## Biografía
Su nombre completo era Carl Henrik Mikael Fant, y nació en Strängnäs, Suecia, siendo su hermano el también actor George Fant.
Fant cursó estudios en la escuela del Teatro Dramaten desde 1945 a 1949, formando parte de ese centro en 1949 y 1950. Fue contratado como director por Nordisk Tonefilm para trabajar con la empresa desde 1952 a 1962, siendo director de producción de Svensk Filmindustri (SF) en 1962, y director general de la misma productora en 1963. Su película de 1962 Nils Holgerssons underbara resa fue exhibida en el Tercer Festival Internacional de Cine de Moscú.
Fant emigró al Reino Unido, instalándose en Londres, viviendo más adelante en Francia, en la localidad de Le Rouret.
En 1980 se retiró para hacerse escritor independiente. Así, en 1991 publicó una biografía de Alfred Nobel que incluía muchas referencias a la extensa colección de cartas de Nobel.
A Fant le concedió en 2005 la Universidad de Uppsala un doctorado honorario en Historia y Filosofía de la Ciencia.
Kenne Fant falleció en Suecia en el año 2016. Había sido tío de Christer Fant y primo de Gunnar Fant.

## Premio Monismanien
En 1975, Fant instituyó el Premio Monismanien, dedicado a proteger la libertad de opinión, tras recibir una beca de 124.000 coronas suecas del Svenska Filminstitutet por su película Monismanien 1995, que trataba sobre un ficticio estado totalitario posterior a la Tercera Guerra Mundial.

## Libros publicados
- 1976 : Monismanien
- 1977 : Torkpojken
- 1978 : Ångerstolen
- 1979 : Askberget
- 1981 : Intränglingen
- 1983 : Marie
- 1988 : Utrikesministern
- 1988 : R - Raoul Wallenberg
- 1991 : Alfred Bernard Nobel
- 1994 : Stamfadern
- 1997 : Nära bilder
- 2006 : Biografin Torgny Segerstedt
- 2008 : Vargmänniskan
- 2010 : Patricia B.

## Teatro

### Actor
- 1950 : Chéri, de Colette, escenografía de Mimi Pollak, Dramaten
- 1952 : De vises sten, de Pär Lagerkvist, escenografía de Alf Sjöberg, Dramaten

### Director
- 1949 : Los tres mosqueteros, de Alejandro Dumas, Dramaten y Oscarsteatern
- 1950 : Ljungby horn, de Frans Hedberg, Dramaten
- 1951 : La cabaña del tío Tom, de Harriet Beecher Stowe, Dramaten

## Selección de su filmografía
- 1946 : Ungdom i fara
- 1946 : Kärlek och störtlopp
- 1946 : Kvinnor i väntrum
- 1947 : Det vackraste på jorden
- 1947 : Livet i Finnskogarna
- 1947 : Folket i Simlångsdalen
- 1948 : Ådalens poesi
- 1948 : Vart hjärta har sin saga
- 1949 : Svenske ryttaren
- 1949 : Kvinnan som försvann
- 1949 : Fängelse
- 1950 : Bengtsson inför framtiden
- 1951 : Poker
- 1952 : Mot framtiden
- 1952 : När syrenerna blomma
- 1952 : Kalle Karlsson från Jularbo
- 1953 : Vingslag i natten
- 1953 : Vägen till Klockrike
- 1953 : All jordens fröjd
- 1953 : Flickan från Backafall
- 1953 : Dansa min docka
- 1953 : Brist
- 1971 : Beröringen

### Director
- 1953 : Vingslag i natten
- 1953 : Skuggan
- 1953 : Brist
- 1954 : Ung sommar
- 1955 : Så tuktas kärleken
- 1956 : Tarps Elin
- 1956 : I takt med tiden
- 1957 : Prästen i Uddarbo
- 1959 : Den kära leken
- 1960 : Bröllopsdagen
- 1962 : Nils Holgerssons underbara resa
- 1975 : Monismanien 1995

### Guionista
- 1953 : Skuggan
- 1975 : Monismanien 1995